# Peristalsis

Imagen simplificada mostrando el movimiento peristáltico.

La peristalsis (del griego peristallein) o peristaltismo es el proceso por el cual se producen una serie de contracciones y relajaciones radialmente simétricas en sentido anterógrado a lo largo del tracto digestivo y los uréteres, llamadas ondas peristálticas. Estas pueden ser primarias, secundarias o terciarias. Su función es movilizar los alimentos a través del aparato digestivo, así como la orina desde los riñones a la vejiga, o la bilis desde la vesícula biliar hasta el duodeno.
Las fibras musculares lisas son las responsables de esta acción fisiológica. La peristalsis intestinal es también conocida como motilidad gastrointestinal, aunque el término peristalsis por sí solo suele referirse generalmente a este último.
Es una respuesta refleja que puede aumentar o disminuir por impulsos nerviosos autónomos. 

## Fisiología
La peristalsis fue descrita por Bayless y Starling hace 120 años, cuando descubrieron que el proceso de inhibición/relajación inicial, seguido de excitación/contracción son las características distintivas de la peristalsis.
En el momento en el cual el esófago recibe el bolo alimenticio, después de la deglución, este emite una señal nerviosa al tronco cerebral, el cual se encarga de coordinar los movimiento peristálticos. Este proceso ocurre en unos 4 a 10 segundos.[cita requerida]
En contraposición, los movimientos antiperistálticos son los que se producen en sentido retrógrado, causando el vómito.
La linfa se mueve a lo largo de vasos linfáticos por acción peristáltica.

El semen baja el conducto deferente durante la eyaculación por movimientos peristálticos. 
La peristalsis está presente en los animales, tanto invertebrados como vertebrados.